# Norma matrike
Norma matrike je v matematiki razširitev pojma norme vektorja na matrike.

## Definicija
Označimo s {\displaystyle K\,} obseg realnih ali kompleksnih števil. S {\displaystyle K^{m\times n}} pa označimo vektorski prostor matrik z razsežnostjo {\displaystyle m\times n\,} v {\displaystyle K\,}.
Norma matrike {\displaystyle A\,}, ki jo označimo z {\displaystyle ||A||\,} je vektorska norma na {\displaystyle K^{m\times n}} z lastnostmi:
- {\displaystyle \|A\|>0} če je{\displaystyle A\neq 0} in {\displaystyle \|A\|=0}, če in samo, če je {\displaystyle A=0,}
- {\displaystyle \|\alpha A\|=|\alpha |\|A\|} za vse {\displaystyle \alpha } v {\displaystyle K} in vse matrike {\displaystyle A} v {\displaystyle K^{m\times n}}
- {\displaystyle \|A+B\|\leq \|A\|+\|B\|} za vse matrike {\displaystyle A\,} in {\displaystyle B\,} v {\displaystyle K^{m\times n}\,}
- {\displaystyle ||AB||\leq ||A||\cdot ||B||\,}.

## P norma matrik
Tudi matrikam lahko določimo p normo, ki odgovarja vektorski p-normi. Ta je določena kot 
{\displaystyle \left\|A\right\|_{p}=\max \limits _{x\neq 0}{\frac {\left\|Ax\right\|_{p}}{\left\|x\right\|_{p}}}.}.
Če pa je {\displaystyle p=1\,} ali lahko normi izračunamo po obrazcu
{\displaystyle \left\|A\right\|_{1}=\max \limits _{1\leq j\leq n}\sum _{i=1}^{m}|a_{ij}|}. To pa je največja absolutna vrednost vsote stolpcev matrike.
Kadar pa je {\displaystyle p=\infty \,}, dobimo normo s pomočjo 
{\displaystyle \left\|A\right\|_{\infty }=\max \limits _{1\leq i\leq m}\sum _{j=1}^{n}|a_{ij}|}. To pa je največja absolutna vrednost vrstic matrike.
Primer:
Imamo matriko
{\displaystyle A={\begin{bmatrix}3&5&7\\2&6&4\\0&2&8\\\end{bmatrix}},}.
Za normo {\displaystyle ||A||_{1}\,} dobimo {\displaystyle ||A||_{1}=max(5,13,19)=19\,}.
Norma {\displaystyle ||A||_{\infty }=max(15,12,10)=15\,}.
Kadar pa je {\displaystyle p=2\,} (Evklidska norma) in je matrika kvadratna ({\displaystyle n=m\,}), se norma imenuje spektralna norma.
Spektralna norma matrike {\displaystyle A\,} je največja singularna vrednost ali kvadratni koren največje lastne vrednosti pozitivno definitne matrike {\displaystyle A^{*}A\,}
{\displaystyle \left\|A\right\|_{2}={\sqrt {\lambda _{\text{max}}(A^{^{*}}A)}}=\sigma _{\text{max}}(A)}
kjer je
- {\displaystyle A^{*}\,} konjugirano transponirana matrika matrike {\displaystyle A\,}
- {\displaystyle \lambda \,} lastna vrednost matrike

## Frobeniusova norma
Norna matrike {\displaystyle A\,} iz {\displaystyle \mathbb {C} ^{m,n}\,} za {\displaystyle p=2\,} se imenuje Frobeniusova norma
{\displaystyle \|A\|_{F}={\sqrt {\sum _{i=1}^{m}\sum _{j=1}^{n}|a_{ij}|^{2}}}={\sqrt {\operatorname {tr} (A^{{}^{*}}A)}}={\sqrt {\sum _{i=1}^{\min\{m,\,n\}}\sigma _{i}^{2}}}}
kjer je
- {\displaystyle A^{*}\,} konjugirano transponirana matrika matrike {\displaystyle A\,}
- {\displaystyle \sigma _{i}\,} singularna vrednost matrike {\displaystyle A\,}
- {\displaystyle \operatorname {tr} \,} sled matrike {\displaystyle A\,}.

Norma se imenuje po nemškem matematiku Ferdinandu Georgu Frobeniusu (1849 – 1917). Včasih jo imenujejo tudi Hilbert-Schmidtova norma.